# Dendropsophus kubricki
Dendropsophus kubricki é uma espécie de anuro da família Hylidae, sendo encontrada no departamento de Loreto, no Peru. Mede 19 milímetros e seu dorso pode variar entre uma série de tonalidades, como o marrom avermelhado, cinza amarronzado e um tom entre o marrom e o creme. Costuma vocalizar durante em folhas de arbustos ou árvores próximos a corpos d'água. Seu epíteto específico é uma homenagem ao cineasta Stanley Kubrick.